# Chamāz Tappeh
Chamāz Tappeh (persiska: چَماز تَپِّه) är en ort i Iran.   Den ligger i provinsen Mazandaran, i den norra delen av landet, 200 km nordost om huvudstaden Teheran. Antalet invånare är 561.
Terrängen runt Chamāz Tappeh är mycket platt. Runt Chamāz Tappeh är det ganska tätbefolkat, med 72 invånare per kvadratkilometer. Närmaste större samhälle är Nekā, 14,1 km sydost om Chamāz Tappeh. Trakten runt Chamāz Tappeh består till största delen av jordbruksmark.